# IronPython
IronPython — одна з основних реалізацій мови Python, призначена для платформи Microsoft .NET або Mono. Повністю написаний на C#, і є транслятором компілюючого типу.
В IronPython можна використовувати типи .NET. Також можна з .NET коду використовувати IronPython код, з застосуванням хостингу IronPython системи або попередньої збірки  IronPython коду.

## Версії
- Версія 2.0 вийшла 10 грудня 2008 і оновлена до 2.0.3 23 жовтня 2009.[2] IronPython 2.0.3 сумісний з .NET лише до версії 3.5.
- Версія 2.6 вийшла 11 грудня 2009 і оновлена 12 квітня 2010.[3] IronPython версії 2.6.1 сумісний тільки з .NET фреймворком 4.0.
- Версія 2.7 вийшла 11 грудня 2009 і оновлена 12 квітня 2010.[4]
- Версія 2.7.1 вийшла 21 жовтня 2011.[5]
- Версія 2.7.2.1 вийшла 13 березня 2012. В цій версії додана підтримка бібліотек для формату ZIP, SQLite, і скомпільованих виконуваних файлів.[6]
- Версія 2.7.4 вийшла 7 вересня 2013.[7]
- Версія 2.7.5 вийшла 6 грудня 2014 і в основному відрізнялася від попередньої лише виправленням багів.[8]

### Відмінності з CPython
Є деякі відмінності між реалізацією мови програмування Python у CPython та IronPython. Деякі проекти на IronPython не працюють під CPython. З іншого боку, програми на CPython, які залежать від розширень мови, що реалізуються на C (наприклад NumPy) не сумісні з IronPython.

## Silverlight
IronPython підтримується на Silverlight. Його можна використати, як скриптовий рушій в браузері, так само, як в JavaScript. Скрипти IronPython передаються, як прості JavaScript-скрипти в <script>-тегах. Після цього можна модифікувати вбудовану розмітку XAML.
Технологія нижче називається Gestalt.
```
// DLR initiation script.

<
script
 
src
=
"http://gestalt.ironpython.net/dlr-latest.js"
 
type
=
"text/javascript"
></
script
>

// Client-side script passed to IronPython and Silverlight.

<
script
 
type
=
"text/python"
>

    
window
.
Alert
(
"Hello from Python"
)

</
script
>

```

## Приклади
Цей скрипт використовує .NET фреймворк для виводу простого вікна повідомлення з текстом «Hello World»:
```
import
 
clr

clr
.
AddReference
(
"System.Windows.Forms"
)

from
 
System.Windows.Forms
 
import
 
MessageBox

MessageBox
.
Show
(
"Hello World"
)

```

Простий приклад використання графічного інструменту GTK+ в оточенні IronPython:
```
#!/usr/bin/env ipy

#-*- coding: UTF-8 -*-

import
 
clr

clr
.
AddReference
(
'gtk-sharp'
)

import
 
Gtk

def
 
button_clicked
(
button
,
 
args
):

    
print
(
'Привіт світе!'
)

def
 
main
():

    
Gtk
.
Application
.
Init
()

    
window
 
=
 
Gtk
.
Window
(
'Вікно вітання'
)

    
window
.
SetDefaultSize
(
240
,
 
180
)

    
window
.
DeleteEvent
 
+=
 
lambda
 
w
,
 
a
:
 
Gtk
.
Application
.
Quit
()

    
button
 
=
 
Gtk
.
Button
(
'Натисни мене'
)

    
button
.
Clicked
 
+=
 
button_clicked

    
button
.
Show
()

    
window
.
Add
(
button
)

    
window
.
Present
()

    
Gtk
.
Application
.
Run
()

if
 
__name__
 
==
 
'__main__'
:

    
main
()

```

Наступний IronPython скрипт керує об'єктами .NET. 
```
from
 
BookService
 
import
 
BookDictionary

 

booksWrittenByBookerPrizeWinners
 
=
 
[
book
.
Title
 
for
 
book
 
in
 
BookDictionary
.
GetAllBooks
()
 
                                    
if
 
"Booker Prize"
 
in
 
book
.
Author
.
MajorAwards
]

```